# Air-Niugini-Flug 73
Der Air-Niugini-Flug 73 (Flugnummer IATA: PX73, ICAO: ANG73, Funkrufzeichen: NIUGINI 73) war ein internationaler Linienflug der Air Niugini von Pohnpei nach Port Moresby mit einem planmäßigen Zwischenstopp in Chuuk. Am 28. September 2018 wurde der Flug mit einer Boeing 737-8BK durchgeführt, welche bei der Zwischenlandung auf dem Flughafen Chuuk in die benachbarte Lagune geflogen wurde. Bei dem Zwischenfall kam von den 47 Insassen der Maschine ein Passagier ums Leben.

## Flugzeug
Bei dem betroffenen Flugzeug handelte es sich um eine Boeing 737-800 mit der Werknummer 33024 und der Modellseriennummer 1688. Der Erstflug der für die Flugzeugleasinggesellschaft CIT gefertigten Maschine erfolgte am 1. April 2005, am 19. April 2005 folgte die Auslieferung an die Air India Express, bei welcher die Maschine das Luftfahrzeugkennzeichen VT-AXC erhielt und eine „Sitar/Tabla“-Bemalung trug. Im Juli 2010 wurde die Maschine mit Winglets nachgerüstet. Ab dem 29. Juli 2010 war die Maschine mit dem Luftfahrzeugkennzeichen VT-JBT an die Jet Airways verleast, bis sie am 9. Juni 2013 außer Betrieb genommen und auf dem Lasham Airfield in England eingelagert wurde. Am 24. Juli 2013 wurde die Maschine mit dem Luftfahrzeugkennzeichen M-ABGK auf die CIT zugelassen. Später wurde die Maschine an die Leasinggesellschaft Loftleidir Icelandic verkauft, welche die Boeing ab dem 13. September 2013 an die Air Niugini verleaste. Die Maschine erhielt in diesem Zuge ihr letztes Luftfahrzeugkennzeichen P2-PXE. Das zweistrahlige Mittelstrecken-Schmalrumpfflugzeug war mit zwei Turbofan-Triebwerken des Typs CFM56-7B26 ausgestattet. Bis zum Zeitpunkt des Unfalls hatte die Maschine eine Gesamtbetriebsleistung von 37.160 Betriebsstunden absolviert, auf die 14.788 Starts und Landungen entfielen.

## Passagiere und Besatzung
Den Flug auf dem betroffenen Flugabschnitt hatten 35 Passagiere angetreten. Es befand sich eine zwölfköpfige Besatzung an Bord der Maschine, bestehend aus einem Flugkapitän, einem Ersten Offizier, einem Techniker der Loftleidir Icelandic und neun Flugbegleitern. Der Flugkapitän verfügte über 19.780 Stunden Flugerfahrung, wovon 2.276 Stunden auf Maschinen des Typs Boeing 737 entfielen. Der 35-jährige Erste Offizier verfügte über 4.618 Stunden Flugerfahrung, wovon er 368 Flugstunden im Cockpit der Boeing 737 absolviert hatte. Der Techniker der Loftleidir befand sich ebenfalls im Cockpit, saß im Jumpseat und filmte den Flug mit der Kamera seines Privathandys.

## Unfallhergang

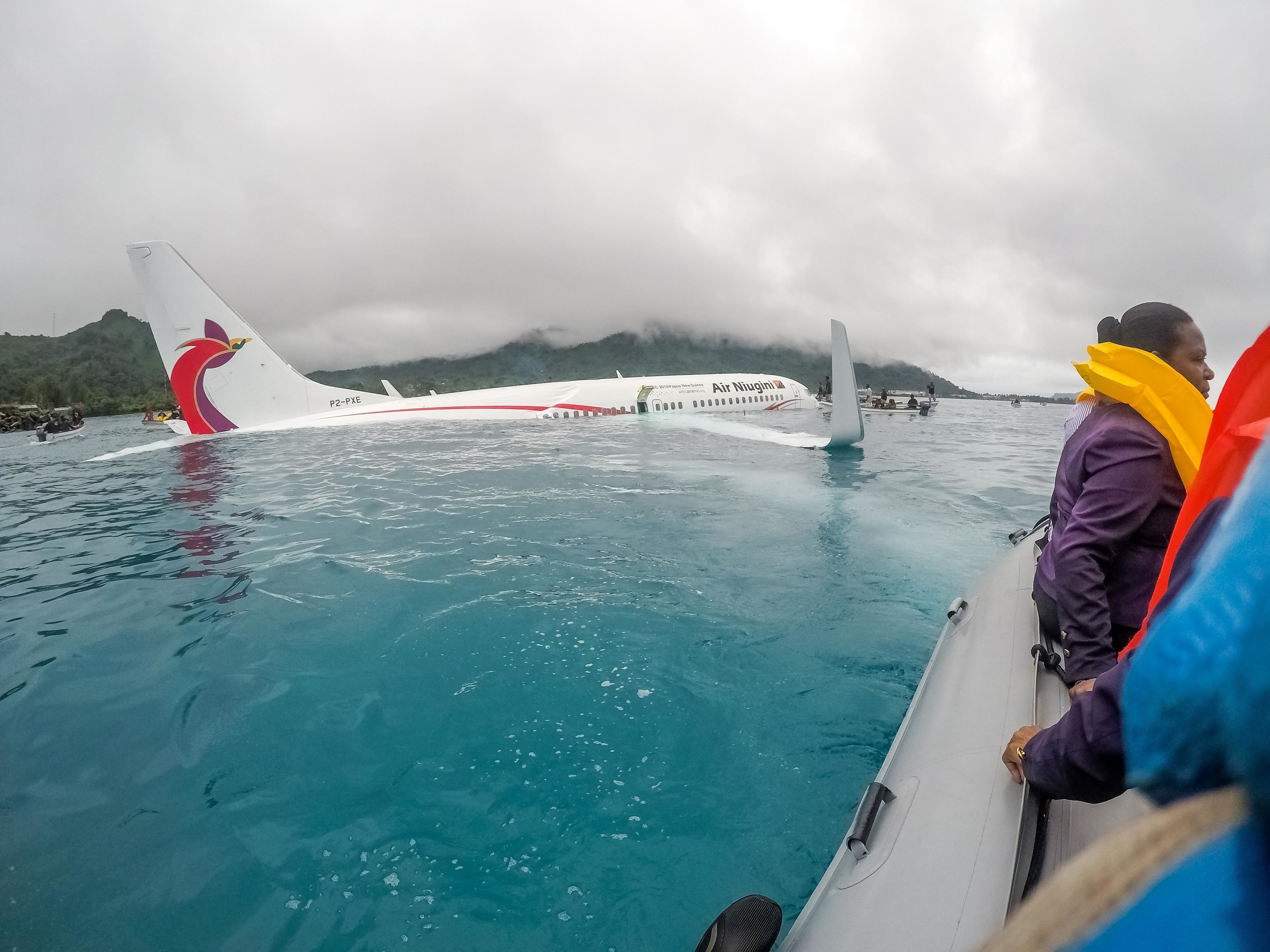
Die Maschine nach dem Unfall während der Rettungsaktion

Die Maschine befand sich auf einem Flug vom Flughafen Pohnpei zum Flughafen Port Moresby mit einem planmäßigen Zwischenstopp auf dem Flughafen Chuuk. Um 10:10 Uhr setzte die Maschine 460 Meter vor der Landebahnschwelle der Landebahn 04 in der Lagune von Chuuk auf. Die Besatzung und Passagiere wurden anschließend mit Booten der United States Navy gerettet. Ein indonesischer Passagier, der auf dem Sitz 23A gesessen hatte, konnte nach einer dreitägigen Suche nicht aufgefunden werden. Am 1. Oktober 2018 entdeckten japanische Taucher die Leiche des Passagiers zwischen den Sitzreihen 22 und 23 der versunkenen Maschine. Neun Passagiere wurden ins Krankenhaus eingeliefert, sechs Passagiere wurden schwer verletzt. Einige Insassen hatten Knochenbrüche erlitten. Die Maschine versank in einer Tiefe von 30 Metern.

## Ursache
Die Transportbehörde Mikronesiens eröffnete eine Untersuchung zu dem Flugunfall. Eine Autopsie ergab, dass der tödlich verunglückte Passagier nicht ertrunken, sondern innerhalb von drei Minuten nach dem Aufsetzen der Maschine an Verletzungen im Kopf- und Gesichtsbereich gestorben war, da er entgegen den Sicherheitsanweisungen für Landungen keinen Gurt angelegt hatte. 
Die Unfalluntersuchungsbehörde von Papua-Neuguinea veröffentlichte am 18. Juli 2019 ihren Abschlussbericht zu dem Unfall. Die Ermittler stellten fest, dass die Besatzung sich nicht an die Standard-Betriebsanweisungen der Air Niugini gehalten, die Checklisten für die Landung nicht befolgt und keine Anflugbesprechung durchgeführt hatte.
Die Besatzung habe 13 Warnungen des Enhanced Ground Proximity Warning System hinsichtlich des Gleitpfades und der Sinkrate ignoriert, ferner sei eine visuelle Warnung im Cockpit erschienen, die die Piloten anwies, die Maschine hochzuziehen. Es sei ein instabiler Anflug durchgeführt worden, der Flugkapitän habe sich jedoch nicht für ein Durchstarten entschieden. Der Erste Offizier habe die gefährliche Lage nicht wahrgenommen. Nach Ansicht der Ermittler hätte eine akustische „WHOOP WHOOP PULL UP“-Warnung die Besatzung womöglich effektiv vor der unmittelbar bevorstehenden Gefahr warnen können.
Im Abschlussbericht wurde ferner festgehalten, dass es bei der Evakuierung zu einer Verwirrung gekommen war, die den Vorgang verzögerte. Einige Passagiere hätten die Anweisung „Evacuate“ nicht verstanden, außerdem hätten einige Passagiere entgegen der Anweisungen bei der Evakuierung ihr Handgepäck mit von Bord genommen.